# Мурашниця смугаста
Мурашниця смугаста (Grallaria squamigera) — вид горобцеподібних птахів родини Grallariidae.

## Поширення
Вид поширений в Болівії, Перу, Еквадорі, Колумбії та Венесуелі. Він населяє субтропічні або тропічні гірські ліси.

## Опис
Мурашниця смугаста має темно-коричневу верхню частину з сірою короною і потилицею. Горло і вуса білі, розділені чорною лінією. Нижня частина від помаранчевого до бежевого кольору з коричневою перегородкою.